# Dendronephthya curvata
Dendronephthya curvata är en korallart som beskrevs av Kükenthal 1905. Dendronephthya curvata ingår i släktet Dendronephthya och familjen Nephtheidae. Inga underarter finns listade i Catalogue of Life.